# Mackenzie Phillips
Mackenzie Phillips, née le 10 novembre 1959 à Alexandria en Virginie, est une actrice et chanteuse américaine.
Elle est surtout connue pour avoir interprété Carol dans American Graffiti de George Lucas et dans sa suite American Graffiti, la suite.

## Biographie
Elle est la fille du chanteur des Mamas & The Papas, John Phillips, et de Susan Adams, plus connue sous le surnom Suzy January. Elle est aussi la belle-fille de Michelle Phillips, autre membre du groupe, et la demi-sœur de Bijou Phillips et de Chynna Phillips (toutes trois ayant des mères différentes). Son prénom lui a été donné en l'honneur de Scott McKenzie, ami de son père, auteur de chansons et partenaire sur scène.
Son premier grand rôle est celui de Carol dans American Graffiti (1973). En 1975, elle commence à jouer le personnage de Julie Cooper, l'aînée des deux filles dans la sitcom Au fil des jours (One Day at a Time), son rôle le plus célèbre.
En 1979, elle épouse Jeff Sessler dont elle a divorce en 1981. Elle se remarie en 1986 avec Michael Barakan (en) avec qui elle a un fils, Shane né en 1987. Elle divorce en 2000. En juin 2005, elle épouse le chef d'orchestre Keith Levenson.
Dans son livre de souvenirs, elle raconte avoir eu sa première relation sexuelle avec son père la veille de son premier mariage, en 1979, à l'âge de 19 ans. « Mon père est venu me voir la veille de mon mariage, bien déterminé à l'empêcher », se souvient-elle. « J'avais pris des tonnes de cachets, et papa aussi avait pris des tonnes de choses », écrit-elle. « Quand j'ai émergé, après cette nuit-là, je me suis rendu compte que j'avais eu une relation sexuelle avec mon propre père », ajoute-t-elle. « Était-ce arrivé avant ? Je ne sais pas. Tout ce que je sais, c'est que c'était la première fois que j'en avais conscience », poursuit-elle.

## Filmographie

### Cinéma
- 1973 : American Graffiti : Carol
- 1979 : More American Graffiti : Carol / Rainbow
- 1982 : Love Child, de Larry Peerce : J.J.

### Télévision
- 1999 - 2001 : Aux frontières de l'étrange : Molly (3 saisons)
- 2012 : Esprits criminels ( Criminal Minds) (TV) : Ellen Russell
- 2013 : La Femme la plus recherchée d'Amérique (She Made Them Do It) (TV) : Jamie
- 2018 : Orange Is the New Black : Barbara Denning (6 épisodes)